# 调羹树
调羹树（学名：Heliciopsis lobata）为山龙眼科假山龙眼属下的一个种。

## 扩展阅读
- 維基物種上的相關：调羹树